# Tomas Alfredson
Hans Christian Tomas Alfredson (Lidingö, 1° de abril de 1965) é um diretor de cinema e televisão sueco, mais conhecido por dirigir os filmes Låt den Rätte Komma In e Tinker Tailor Soldier Spy.

## Infância
Alfredson nasceu em Lidingö, Uplândia, Suécia. Sendo filho do comediante, roteirista e diretor Hasse Alfredson, ele sempre esteve acostumado a ser tratado de forma diferente desde cedo. "[Um pequeno] número de pessoas são propriedade pública, e ele era uma delas", disse Alfredson sobre seu pai. Hasse raramente estava em casa, e Tomas foi principalmente criado por sua mãe. "Porém em participava em produções de cinema [de Hasse] todo verão, era provavelmente um modo de nos alcançarmos [...] Eu achava muito divertido".
Alfredson frequentemente fazia pontas nos filmes da Hasseåtage, que eram estrelados por uma dupla de comediantes formada por seu pai e Tage Danielsson.

## Carreira
A carreira de Alfredson começou na AB Svensk Filmindustri, trabalhando como assistente. Ele esteve envolvido na criação do canal de televisão sueco TV4, onde ele trabalhou no departamento de entretenimento. Um de seus primeiros sucessos foi a adaptação sueca de Fort Boyard, Fångarna på Fortet. Alfredson então se mudou para a Sveriges Television, criando série como Ikas TV-kalas, um programa infantil estrelado por Ika Nord, que mais tarde apareceria em Låt den Rätte Komma In. De acordo com Nord, Alfredson tinha "apenas 25, mas já era extremamente experiente". Em 1994, Alfredson dirigiu Bert, outra produção televisiva baseada nos livros adolescente escritos por Anders Jacobsson e Sören Olsson. Um filme, Bert: Den Iste Oskulden, baseado na série foi produzido em 1995, o qual Alfredson foi indicado a um prêmio Guldbaggen de Melhor Direção.
Alfredson se juntou ao grupo cômico sueco Killinggänget como diretor em 1999. "Eu vi que eles eram um pouco mais engraçados do que os outros, e um pouco mais completos", disse ele. Sua primeira colaboração com o grupo foi uma série de quatro filmes para a televisão em 1999, incluindo Torsk på Tallinn, que mostra um grupo de solteirões suecos viajando para a Estônia de ônibus procurando namoradas. Em 2004 ele dirigiu o único filme do Killinggänget para o cinema, Fyra Nyanser av Brunt. O filme interliga quatro histórias não relacionadas com o tema comum de traição, particularmente pais traindo os filhos. O filme venceu quatro prêmios Guldbaggen, incluindo Melhor Direção para Alfredson.
O escritor sueco John Ajvide Lindqvist publicou seu romance de terror Låt den Rätte Komma In em 2004. Depois de ter lido o livro, Alfredson queria se envolver em uma adaptação, e contatou Lindqvist: "Havia uma multidão batendo na porta dele querendo fazer um filme, eu eu o 40º e pocuo na fila. Quando nos conhecemos, ele me conhecia e tinha gostado daquilo que eu tinha feito anteriormente, e nos demos muito bem". O filme conta a história de um garoto de 12 anos que fica amigo de um vampiro na década de 1980. Além de dirigir o filme, Alfredson o editou junto com Dino Jonsäter.
Låt den Rätte Komma In estreou no dia 26 de janeiro de 2008 no Festival de Cinema de Gotemburgo, vencendo vários prêmios. O filme rapidamente se tornou um sucesso internacional, com os direitos sendo vendidos para mais de quarenta países antes de receber um lançamento geral na Suécia em 24 de outubro de 2008. O filme venceu cinco prêmios Guldbaggen, incluindo seu segundo para Melhor Direção.
Depois de completar Låt den Rätte Komma In, ALfredson anunciou publicamente que ele não se envolveria com outra produção em um "futuro próximo". Ele afirmou estar cansado da indústria de cinema e televisão da Suécia, que ele considera "drenada de poder, coragem e gravidade". Apesar de ter recebido várias ofertas vindas de produtores de Hollywood, ele estava relutante em deixar sua "casa, filhos e todos os colegas que eu dependo para ser bom". Entretanto, em março de 2009 ele anunciou sua entrada em uma grande produção internacional. Em julho de 2009, ele assinou contrato para dirigir o filme Tinker Tailor Soldier Spy, baseado no romance homônimo de John le Carré. O filme estreou em setembro de 2011 no Festival de Veneza.

## Vida pessoal
Alfredson é irmão do também diretor Daniel Alfredson. Ele têm dois filhos com sua ex-esposa Cissi Elwin, que é a diretora do Svenska Filminstitutet. Ele atualmente vive em Estocolmo.

## Filmografia
| Ano  | Título                         | Notas                 |
| ---- | ------------------------------ | --------------------- |
| 1990 | Ikas TV-kalas                  | Série de televisão    |
| 1994 | Bert                           | Série de televisão    |
| 1995 | Bert: Den Siste Oskulden       |                       |
| 1999 | Offer och Gärningsmän          | Filmes para televisão |
| 1999 | Fyra Små Filmer: Gunnar Rehlin | Filmes para televisão |
| 1999 | Ben & Gunnar                   | Filmes para televisão |
| 1999 | På Sista Versen                | Filmes para televisão |
| 1999 | Torsk på Tallinn               | Filmes para televisão |
| 2000 | Soldater i Månsken             |                       |
| 2003 | Kontorstid                     |                       |
| 2004 | Fyra Nyanser av Brunt          |                       |
| 2005 | En Decemberdröm                | Série de televisão    |
| 2008 | Låt den Rätte Komma In         |                       |
| 2011 | Tinker Tailor Soldier Spy      |                       |